# 粉烏克蘭
粉烏克蘭（羅馬化：Malynovyi Klyn）是庫班地區之中的地区，拥有大量乌克兰人口。